# Domingo Mania
Domingo Mania (Temperley, 4 de agosto de 1915 - Temperley, 1981) fue un actor argentino.
Actuó en radio, teatro y cine. En este último medio trabajo en muchas películas desde el comienzo del sonoro. Se lució en papeles de villanos en Nacha Regules (1950), Pasó en mi barrio (1951) y Después del silencio (1956), así como en el de político corrupto en El candidato (1959).

## Filmografía
Actor
- 1933: Dancing.
- 1940: Dama de compañía.
- 1941: Tierra adentro, como Manolo
- 1943: La hija del Ministro.
- 1944: Los dos rivales.
- 1944: Mi novia es un fantasma.
- 1945: Allá en el setenta y tantos.
- 1946: El Capitán Pérez.
- 1946: Rosa de América.
- 1946: Cristina.
- 1946: Inspiración.
- 1947: Mirad los lirios del campo.
- 1947: A sangre fría como el Sr. Dupont
- 1948: Recuerdos de un ángel.
- 1948: El cantor del pueblo.
- 1948: Pobre mi madre querida.
- 1948: El barco sale a las diez.
- 1948: Rodríguez, supernumerario.
- 1949: Fúlmine.
- 1949: Avivato.
- 1949: Almafuerte.
- 1949: Todo un héroe.
- 1950: Hoy canto para ti.
- 1950: Nacha Regules.
- 1950: Captura recomendada.
- 1950: Marihuana.... Dr. Portal
- 1951: La orquídea.
- 1951: La indeseable como Domingo
- 1951: Vivir un instante como Juan
- 1951: Pasó en mi barrio como Burgueño
- 1952: La parda Flora.
- 1953: La voz de mi ciudad.
- 1953: Dock Sud.
- 1953: El pecado más lindo del mundo.
- 1954: El cura Lorenzo.
- 1955: Para vestir santos.
- 1956: Después del silencio como Inspector de escuelas
- 1956: Catita es una dama.
- 1956: El tango en París.
- 1957: La casa del ángel.
- 1957: Alfonsina.
- 1959: El candidato.